# Ceneri-Basistunnel
| | |                                            |                                            |
| Streckennummer (BAV): | 580 (CBT Est) 581 (CBT Ovest) 591 (S. Antonino–CBT Est) 592 (Giubiasco Ovest–CBT Ovest) 593 (Giubiasco Ovest–CBT Est) |                                            |                                            |
| Fahrplanfeld: | 600 |                                            |                                            |
| Streckenlänge: | 22,6 km |                                            |                                            |
| Spurweite: | 1435 mm (Normalspur)                                                                                                  |                                            |                                            |
| Maximale Neigung: | südlichster Abschnitt: 12,5 ‰ übrige Strecke: 6,8 ‰                                                                   |                                            |                                            |
| Minimaler Radius: | Tunnel: 5000 m Zufahrt: 850 m Verbindungskurve Locarno–Lugano: 300 m                                                  |                                            |                                            |
| Streckengeschwindigkeit: | Tunnel: 250 km/h Zufahrt: 140 km/h Verbindungskurve Locarno–Lugano: 80 km/h                                           |                                            |                                            |
| | |                                            |                                            |
| Verkehr: | 200–250 Züge/Tag |                                            |                                            |
| Transportleistung (Güterzüge): | 40 Mio. Tonnen/Jahr                                                                                                   |                                            |                                            |
| Bau | |                                            |                                            |
| Bauherr: | AlpTransit Gotthard                                                                                                   |                                            |                                            |
| Baukosten: | 3,6 Milliarden CHF |                                            |                                            |
| Bauablauf: | |                                            |                                            |
| Sondiersystem Sigirino: | 1997–2000 |                                            |                                            |
| Offizieller Baubeginn: | 2. Juni 2006 |                                            |                                            |
| TBM-Ausbruch Zugangsstollen Sigirino: | 15. Februar 2008 bis 6. November 2008                                                                                 |                                            |                                            |
| Beginn Sprengvortrieb Sigirino: | 10. März 2010 |                                            |                                            |
| Beginn Sprengvortrieb Vezia: | 12. April 2010 |                                            |                                            |
| Einbau Bahntechnik: | 2017–2019 |                                            |                                            |
| Durchschlag: | Weströhre: 21. Januar 2016                                                                                            |                                            |                                            |
| Fertigstellung | 2020 |                                            |                                            |
| Inbetriebnahme: | September 2020 |                                            |                                            |
| Streckenverlauf | |                                            |                                            |
| \| \| \| Gotthardbahn von Bellinzona S 10 S 20 S 50 \| \| \| \| 154,04 \| Giubiasco Endpunkt S 90 \| 230 m ü. M. \| \| \| \| Bergstrecke nach Lugano S 90 \| \| \| \| \| Brücke A2 Giubiasco (60 m) \| \| \| \| 155,28225,93 \| Giubiasco Ovest \| 215 m ü. M. \| \| \| \| \| \| \| \| \| Viadukt KM9592/KM9593 (615/439 m) \| \| \| \| 156,80 \| S. Antonino \| 212 m ü. M. \| \| \| \| nach Locarno S 20 /–Luino \| \| \| \| 227,65 \| Camorino \| 220 m ü. M. \| \| \| \| Ceneri-Basistunnel (15'288/15'465 m) \| \| \| \| \| \| \| \| \| \| \| \| \| \| \| Bergstrecke von Giubiasco S 90 \| \| \| \| 243,36178,02 \| Vezia \| 323 m ü. M. \| \| \| \| (Aufteilung der Gleise) \| \| \| \| \| Massagnotunnel (943/924 m) \| \| \| \| 179,49 \| Scheitelpunkt \| 344 m ü. M. \| \| \| \| \| \| \| \| \| Fehlerprofil -0,01 \| \| \| \| \| (Zusammenführung der Gleise) \| \| \| \| 180,40 \| Lugano FLP nach Ponte Tresa \| 335 m ü. M. \| \| \| \| Gotthardbahn nach Chiasso S 10 S 50 S 90 \| \| \| \| \| \| \| \| Quellen: [2][3] \| \| \| \| | |                                            |                                            |
| Strecke | | Gotthardbahn von Bellinzona S 10 S 20 S 50 | Gotthardbahn von Bellinzona S 10 S 20 S 50 |
| Bahnhof | 154,04 | Giubiasco Endpunkt S 90                    | 230 m ü. M.                                |
| Abzweig geradeaus und nach links | | Bergstrecke nach Lugano S 90               | Bergstrecke nach Lugano S 90               |
| | | Brücke A2 Giubiasco (60 m)                 |                                            |
| Dienststation / Betriebs- oder Güterbahnhof | 155,28225,93 | Giubiasco Ovest                            | 215 m ü. M.                                |
| | |                                            |                                            |
| Abzweig geradeaus und von links · Strecke von rechts · Brücke | | Viadukt KM9592/KM9593 (615/439 m)          | Viadukt KM9592/KM9593 (615/439 m)          |
| Bahnhof · Tunnelanfang · Tunnelanfang | 156,80 | S. Antonino                                | 212 m ü. M.                                |
| Strecke nach rechts | | nach Locarno S 20 /–Luino                  | nach Locarno S 20 /–Luino                  |
| Dienststation / Betriebs- oder Güterbahnhof (im Tunnel) | 227,65 | Camorino                                   | 220 m ü. M.                                |
| Strecke (im Tunnel) | | Ceneri-Basistunnel (15'288/15'465 m)       | Ceneri-Basistunnel (15'288/15'465 m)       |
| Strecke (im Tunnel) | |                                            |                                            |
| Strecke (im Tunnel) | |                                            |                                            |
| Abzweig geradeaus und von rechts | | Bergstrecke von Giubiasco S 90             | Bergstrecke von Giubiasco S 90             |
| Dienststation / Betriebs- oder Güterbahnhof | 243,36178,02 | Vezia                                      | 323 m ü. M.                                |
| | | (Aufteilung der Gleise)                    |                                            |
| Tunnelanfang · Tunnelanfang | | Massagnotunnel (943/924 m)                 | Massagnotunnel (943/924 m)                 |
| Kulminations-/Scheitelpunkt (im Tunnel) · Kulminations-/Scheitelpunkt (im Tunnel) | 179,49 | Scheitelpunkt                              | 344 m ü. M.                                |
| Tunnelende · Tunnelende | |                                            |                                            |
| Strecke · Kilometer-Wechsel | | Fehlerprofil -0,01                         | Fehlerprofil -0,01                         |
| | | (Zusammenführung der Gleise)               |                                            |
| Bahnhof · Kopfbahnhof Streckenende und quer | 180,40 | Lugano FLP nach Ponte Tresa                | 335 m ü. M.                                |
| Strecke | | Gotthardbahn nach Chiasso S 10 S 50 S 90   | Gotthardbahn nach Chiasso S 10 S 50 S 90   |
| | |                                            |                                            |
| Quellen: | |                                            |                                            |

Der Ceneri-Basistunnel (italienisch Galleria di base del Ceneri) ist ein 15,4 Kilometer langer, zweigleisiger Eisenbahntunnel im Schweizer Kanton Tessin. Er wurde im Zuge des Schweizer Bahnprojekts Neue Eisenbahn-Alpentransversale (NEAT) erstellt und dient dem Gotthard-Basistunnel als südlicher Zubringer und kommt insbesondere auch dem Regionalverkehr im Kanton Tessin zugute.
Der offizielle Spatenstich fand 2006 statt, die ursprünglich für 2019 geplante Inbetriebnahme wurde 2015 auf Ende 2020 verschoben. Am 4. September 2020 wurde er eröffnet und am 13. Dezember 2020 regulär in Betrieb genommen.

## Lage und Verlauf
Der Tunnel führt vom Sopraceneri, genauer von Camorino in der Magadinoebene, ins Sottoceneri bei Vezia. Vom Nordportal Vigana (216,5 m ü. M.) steigt er in Richtung Südportal Vezia (329 m ü. M.) um 112,5 m an. Die Steigungen betragen weitgehend weniger als 7 Promille, ab den Kavernen Sarée bis zum Portal Vezia abschnittsweise 10 bis 12,5 Promille. Die Überdeckung mit Gebirge in der Ceneri-Zone beträgt 500 bis 800 Meter. Das Maulprofil der eingleisigen Abschnitte ist bis zu 7,9 Meter breit.

## Zweck

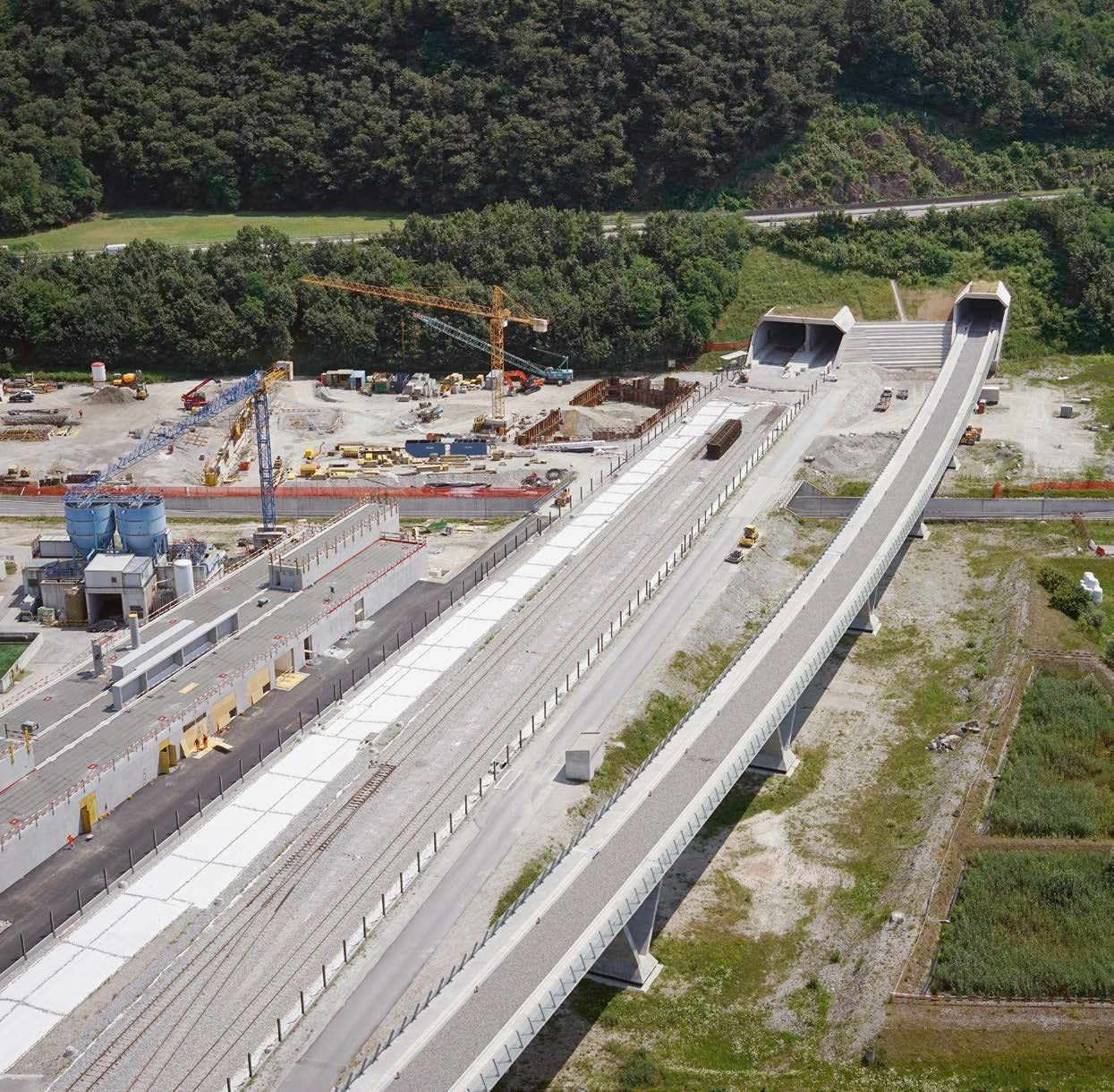
Nordportal des Ceneri-Basistunnels und Bahntechnikgebäude während des Baus

Mit diesem 15,4 km langen Tunnel entstand eine neue Verbindung zwischen dem nördlichen und südlichen Teil des Kantons Tessin. Durch den neuen Durchstich nähert sich die Gotthardachse der NEAT dem Zielzustand einer Flachbahn an, deren höchster Punkt bei 550 m ü. M. liegt. Das ist gegenüber der alten Gotthardbahn von 1882 und ihrer aufwendigen Streckenführung ein grosser Fortschritt.
Im Personenfernverkehr ergibt sich auf der Teilstrecke ein Zeitgewinn von zehn Minuten. Der Tunnel ist für 250 km/h ausgelegt (Güterverkehr maximal 160 km/h).
Ferner verhilft der Ceneri-Basistunnel dem Tessin zu einem attraktiveren S-Bahn-Netz zwischen den Ballungszentren Bellinzona und Locarno im Sopraceneri sowie Lugano und Chiasso im Sottoceneri und Varese in der Lombardei. Beim Nordportal in Camorino entstand mit der «Bretella» eine neue Verbindungskurve und damit eine direkte Schienenverbindung zwischen Locarno und Lugano. Durch den Tunnel wird die Reisezeit zwischen Locarno und Lugano von 55 auf 22 Minuten reduziert.
Durch den Tunnel können pro Stunde und Richtung vier Güter- und sechs Personenzüge fahren.

## Kritik
Die boomende Luganeser Industrie- und Dienstleistungszone Val Vedeggio kann nicht vom schnellen Verkehr via Ceneri-Basistunnel bedient werden, und auch das dortige Kombiverkehrsterminal ist von der Transitachse nicht mehr direkt zugänglich. Kritisch wird auch vermerkt, dass im Bereich Ceneri Überkapazität geschaffen wird, während bei Bellinzona und auf der eingleisigen Zweiglinie Richtung Luino und weiter nach Genua teilweise einschneidende Engpässe weiterbestehen.

## Geschichte

### Planung

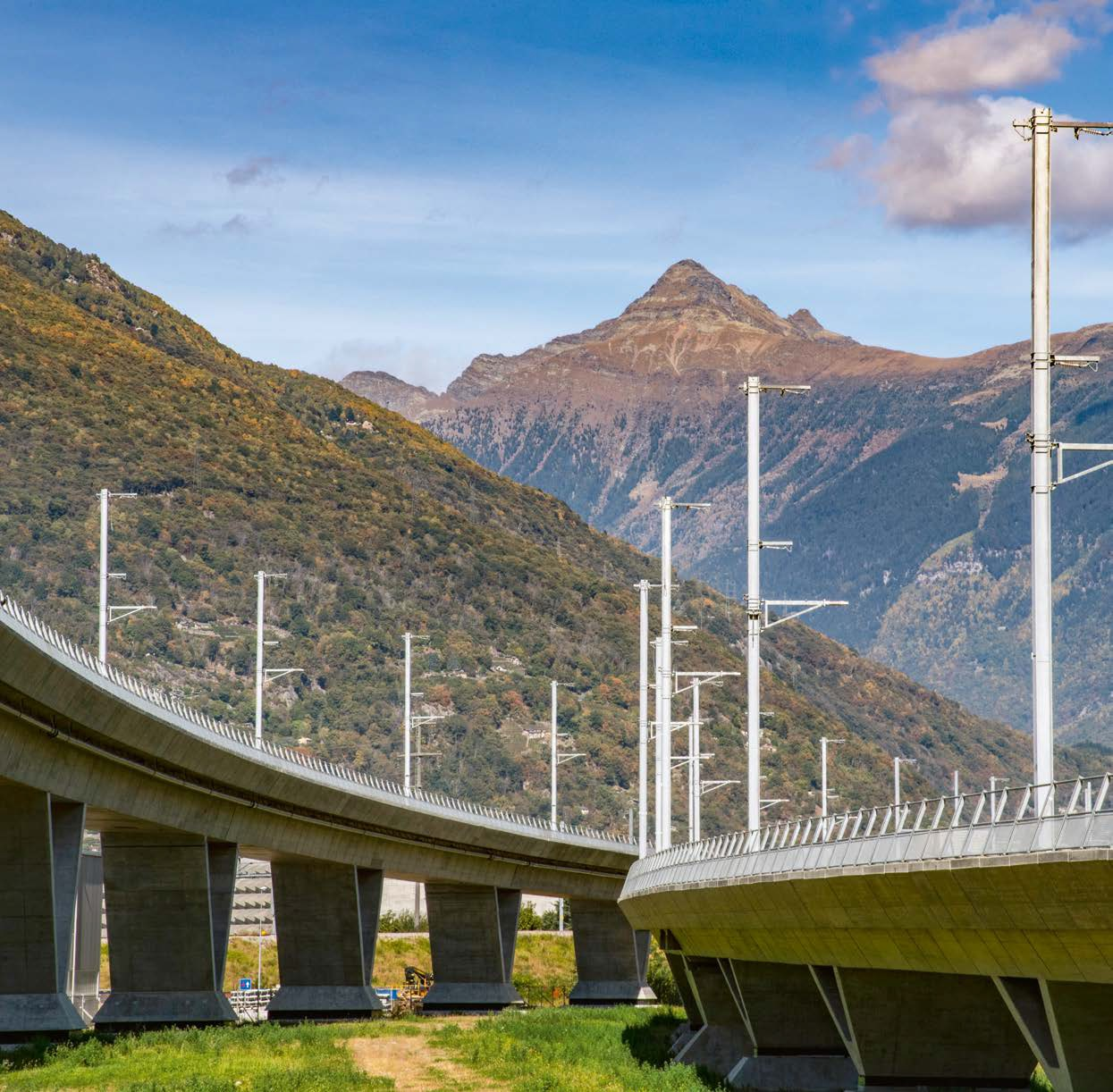
Der Knoten Camorino mit den Viadukten KM9592 und KM9593 erlaubt direkte Verbindungen von Lugano sowohl nach Bellinzona als auch nach Locarno

1991 begann eine geologische Erkundung. Für die Ceneri-Zone wurden die geologischen Verhältnisse mit Ausnahme lokaler Störzonen als mässig bis gut bewertet. Die Durchfahrung der Linea Val Colla wurde als ungünstig eingestuft, die der Val-Colla-Zone als mässig bis ungünstig.
Im März 1999 genehmigte der Schweizer Bundesrat das Vorprojekt für den Ceneri-Basistunnel, unter dem Vorbehalt eines Entscheides über das Tunnelsystem (Doppelspurtunnel oder zwei Einspurröhren). Er beauftragte wie beim Gotthard-Basistunnel-Projekt die AlpTransit Gotthard AG (ATG), eine 100-prozentige Tochtergesellschaft der Schweizerischen Bundesbahnen (SBB), mit dem Bau. Darauf wurde bei Sigirino ein über drei Kilometer langer Sondier- und Erkundungsstollen ausgebrochen, um die Geologie auf Tunnelebene abzuklären. Im Dezember 2003 stimmte der Ständerat, im Juni 2004 der Nationalrat der Kreditvergabe zu.
Auf Multifunktionsstellen, wie sie beim Gotthard-Basistunnel im Abstand von ca. 20 Kilometer gebaut wurden, kann auf Grund der Tunnellänge von 15,4 km verzichtet werden. Hingegen erwies sich das ursprünglich vorgesehene Tunnelkonzept einer Doppelspurröhre nachträglich als für den geforderten Mischverkehr (gleichzeitiger Güter- und Personentransport) ungeeignet: Aus Sicherheitsgründen musste zur wesentlich teureren Bauweise mit zwei Einspurtunnels übergegangen werden, die alle 325 Meter durch insgesamt 46 Querschläge miteinander verbunden wurden. Parlamentarier aus verschiedenen Lagern machten allerdings Vorbehalte gegenüber dieser Lösung geltend. Im Juli 2001 beschloss der Bundesrat, den Tunnel mit zwei Einspurröhren zu bauen.
Bei Sigirino wurden ein 2,7 km langer Erkundungs- und ein 2,3 km langer Fensterstollen hergestellt. Der Fensterstollen dient als Hauptzugangsstollen und wurde mit einer offenen Tunnelbohrmaschine mit 9,7 m Durchmesser vorgetrieben. Dadurch konnte der Haupttunnel an vier Stellen gleichzeitig ausgebrochen werden, was wesentlich zur Begrenzung der Bauzeit beitrug. Allerdings wurden an zwei dieser vier Angriffspunkte, nämlich an den beiden Portalen, lediglich relativ kurze Gegenvortriebe aufgefahren, um die Anrainer vor übermässigen Belästigungen zu schützen. Die Hauptausbrucharbeiten fanden daher in Sigirino statt, wo wegen erwarteter Störzonen primär im Bohr-/Sprengvortrieb ausgebrochen wurde. Für das Schlussstück Richtung Süden kam dann eine Tunnelbohrmaschine zum Einsatz. Richtung Norden war ausschliesslich Sprengvortrieb vorgesehen. Der Abraum wurde in Sigirino vor Ort deponiert.
Das Nordportal des Ceneri-Basistunnels befindet sich im Raum Sant’Antonino TI–Vigana–Camorino, das Südportal bei Vezia. Im Bereich der beiden Nordportale entstanden im Tunnel sogenannte Verzweigungskavernen, die den Wechsel von der einen in die andere Röhre zulassen. Dabei wurde die östliche Tunnelröhre im Portalbereich doppelspurig ausgeführt, wobei das zusätzliche, dritte Gleis der Herstellung einer direkten Verbindung zwischen Lugano und Locarno dient.

### Bau

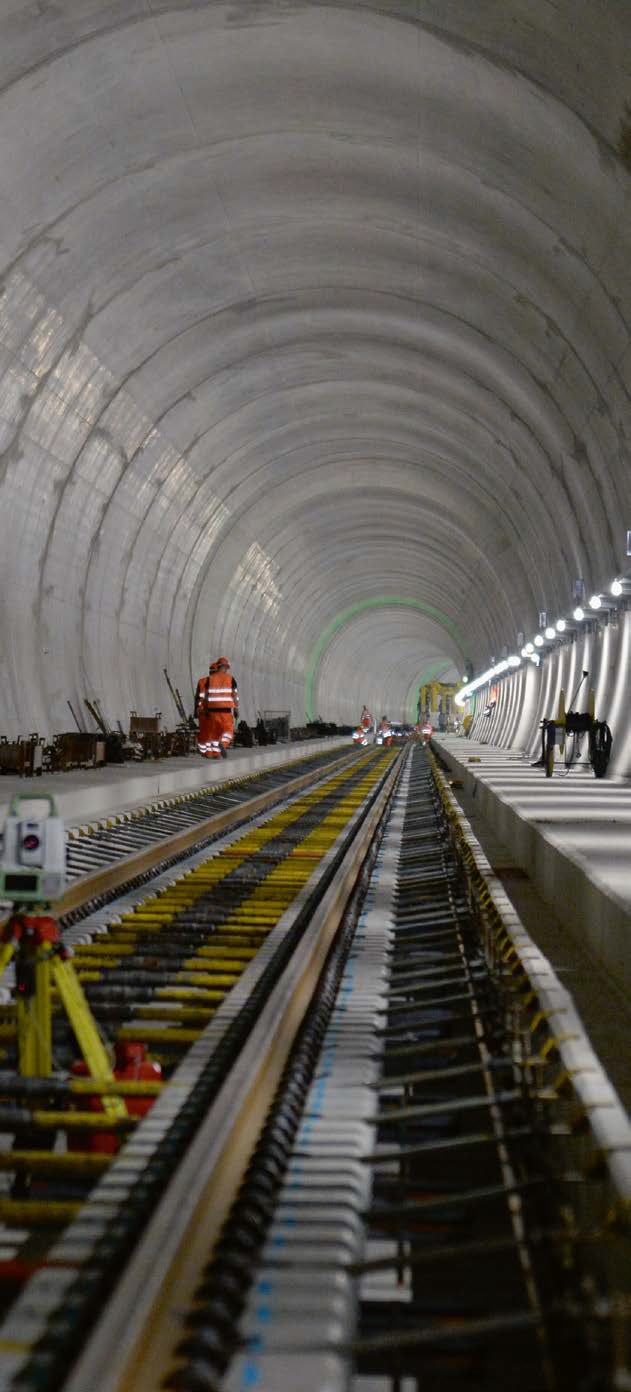
Einbau der Fahrbahn im Ceneri-Basistunnel

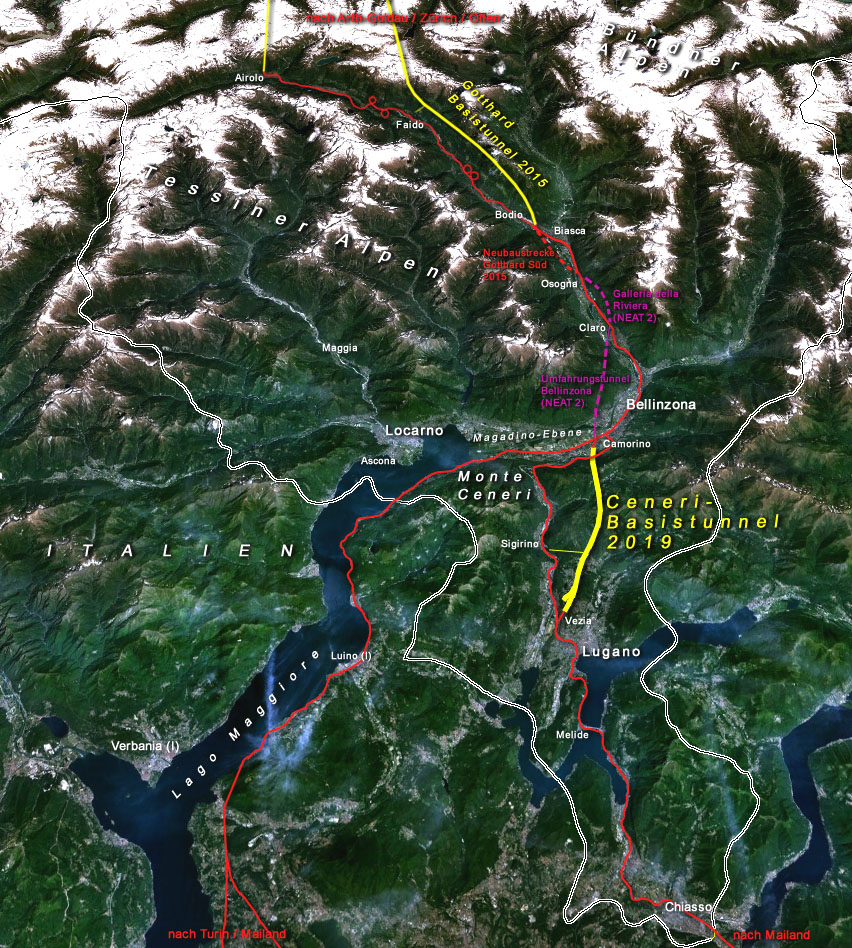
Der Ceneri-Basistunnel bildet zusammen mit dem Gotthard-Basistunnel und der Neubaustrecke bei Biasca den südlichen Teil der Gotthardachse der NEAT. Weitere Ausbauten sind noch in Planung.

Der Sprengvortrieb erfolgte vom Zwischenangriff Sigirino gleichzeitig in beiden Röhren Richtung Norden (8,3 km) und Süden (6,1 km).
Ende März 2006 wurde in Sigirino mit Vorbereitungsarbeiten für die Bauplatzinstallationen begonnen. Am 2. Juni 2006 fand die feierliche Grundsteinlegung am Nordportal statt, unter Anwesenheit des schweizerischen Verkehrsministers Moritz Leuenberger.
Im Februar 2008 begann die Bohrung für den Fensterstollen von Sigirino (parallel zum bestehenden Sondierstollen) mit einer Tunnelbohrmaschine. Zudem wurden 2008 und 2009 Vorbereitungsarbeiten geleistet wie die Einrichtung der Installationsplätze an den Portalen sowie der Bau von Baustellengleisen und einer provisorischen Brücke bei Camorino. Mit dem grössten Baulos, dem Ausbruch der beiden Tunnelröhren ab Zwischenangriff Sigirino, wurde 2009 eine italienische Arbeitsgemeinschaft beauftragt.
Mit dem Tunnelvortrieb wurde im Frühling 2010 begonnen. Am 22. September 2010 kam erstmals ein Arbeiter bei den Tunnelbauarbeiten ums Leben.
Zum 1. Juni 2015 waren von 39,8 km Tunnel 37,35 km (93,8 %) ausgebrochen; im Norden waren noch jeweils rund 1,2 km in beiden Röhren auszubrechen. Mit der Fertigstellung wurde für Frühling 2016 gerechnet. Der Innenausbau der Oströhre war zu 60 Prozent ausgeführt, der der Weströhre zu 25 Prozent.
In Richtung Süden erfolgte der Durchstich der Weströhre am 17. März 2015, der der Oströhre am 30. März 2015. Die Auskleidung sollte ursprünglich Ende 2016 fertiggestellt sein.
Aufgrund von Beschwerden gegen die im August 2013 erfolgte Vergabe zweier grosser Lose der Bahntechnik, die im September 2014 endgültig durch das Bundesgericht abgewiesen wurden, geriet der Start der Bahntechnikarbeiten ein Jahr in Rückstand. Die Inbetriebnahme wurde daraufhin im Frühjahr 2015 von Ende 2019 auf Ende 2020 verschoben.
Am 21. Januar 2016 erfolgte der erste Hauptdurchschlag in der Weströhre, gut zehn Wochen später darauf derjenige der Oströhre, womit der Vortrieb abgeschlossen wurde.
Die Ausbruchsquerschnitte (ohne Verzweigungsbauwerke) betragen 62 bis 87 Quadratmeter. Das Ausbruchsvolumen beträgt insgesamt 3 1⁄2 Millionen Kubikmeter. Die beiden in einem Achsabstand von rund 40 m verlaufenden Röhren sind durch 48 Querschläge im Abstand von 325 m miteinander verbunden.

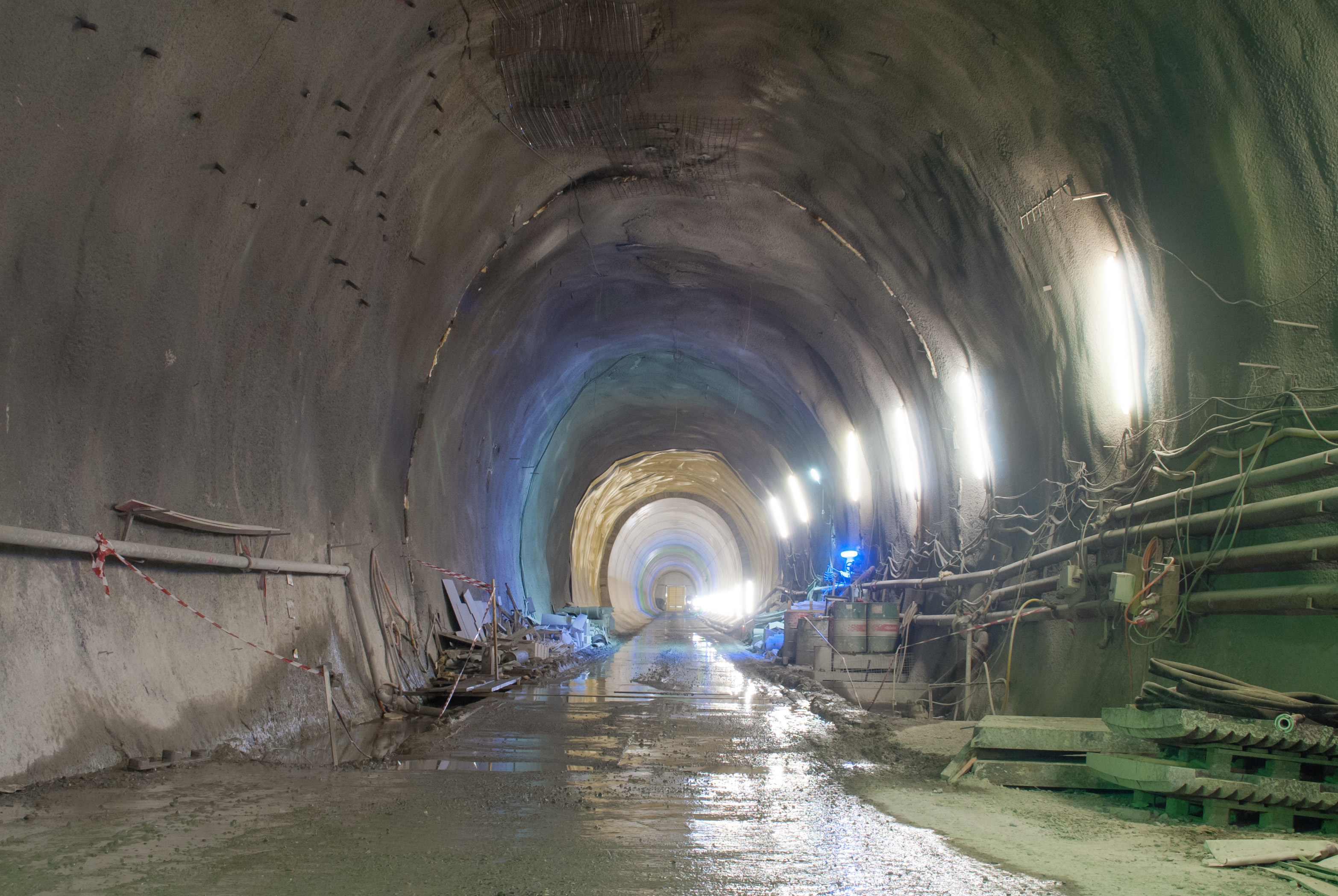
Ost-Röhre im Ceneri-Basistunnel
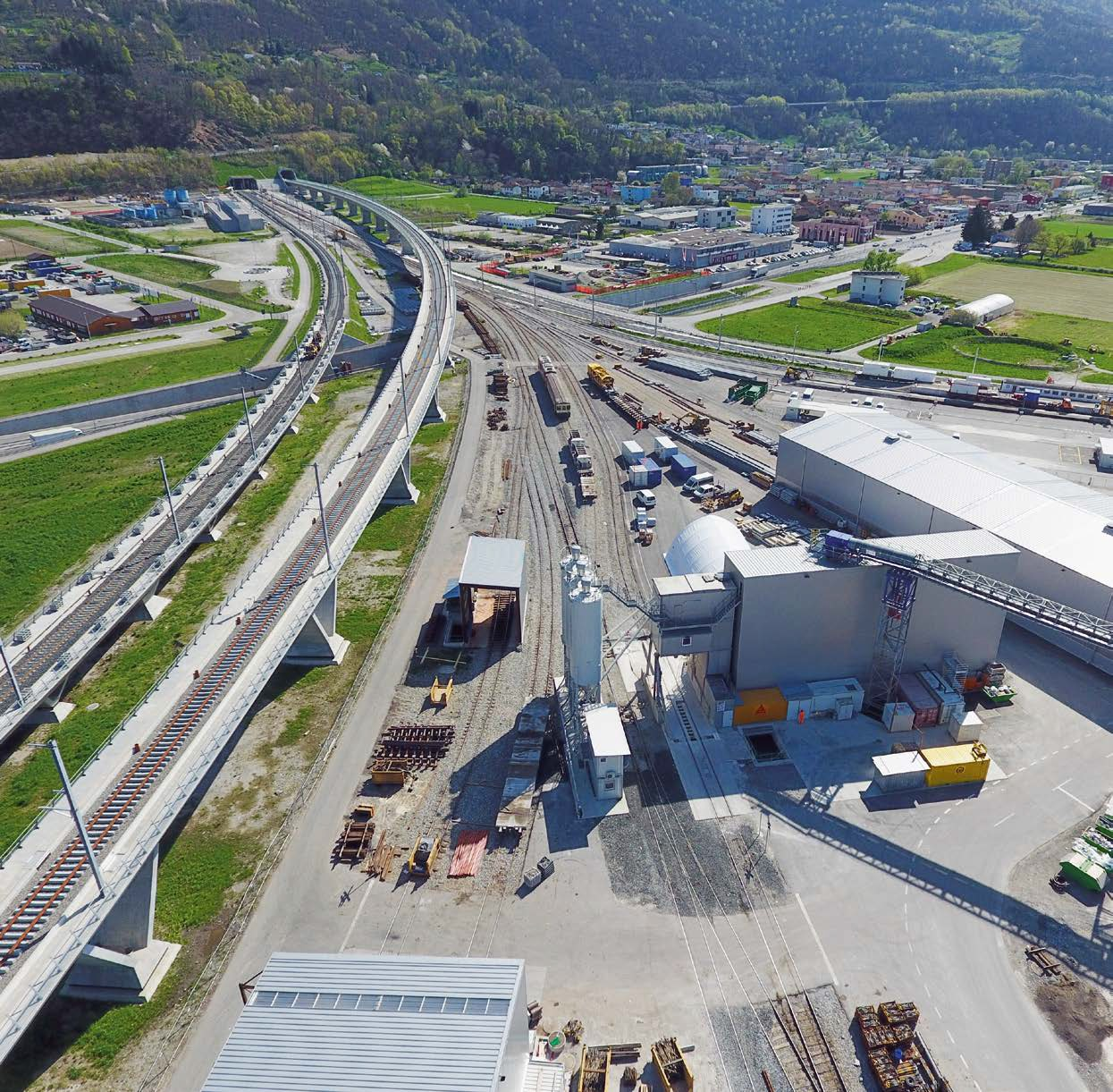
Installationsplatz bei Camorino
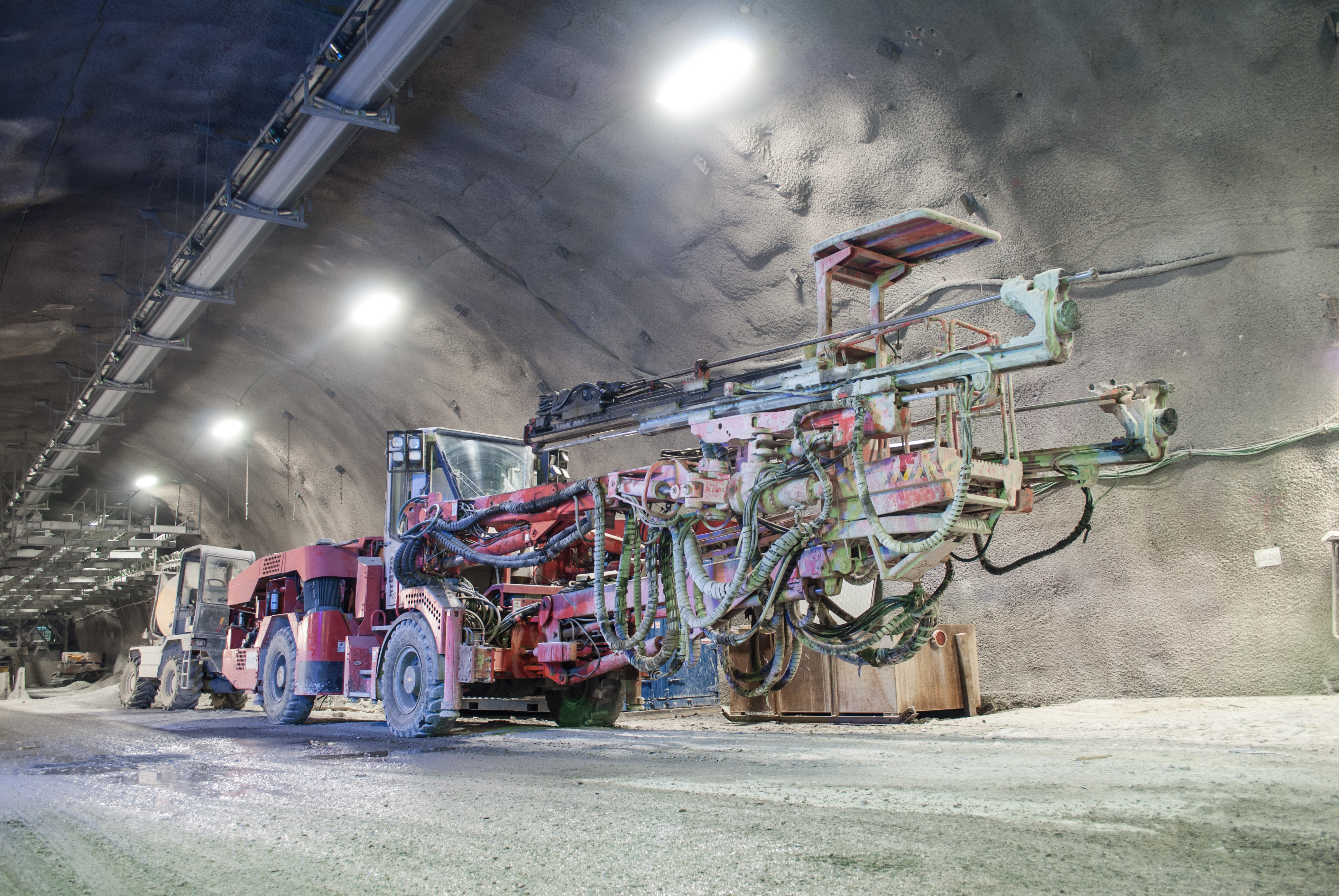
Bohrmaschine
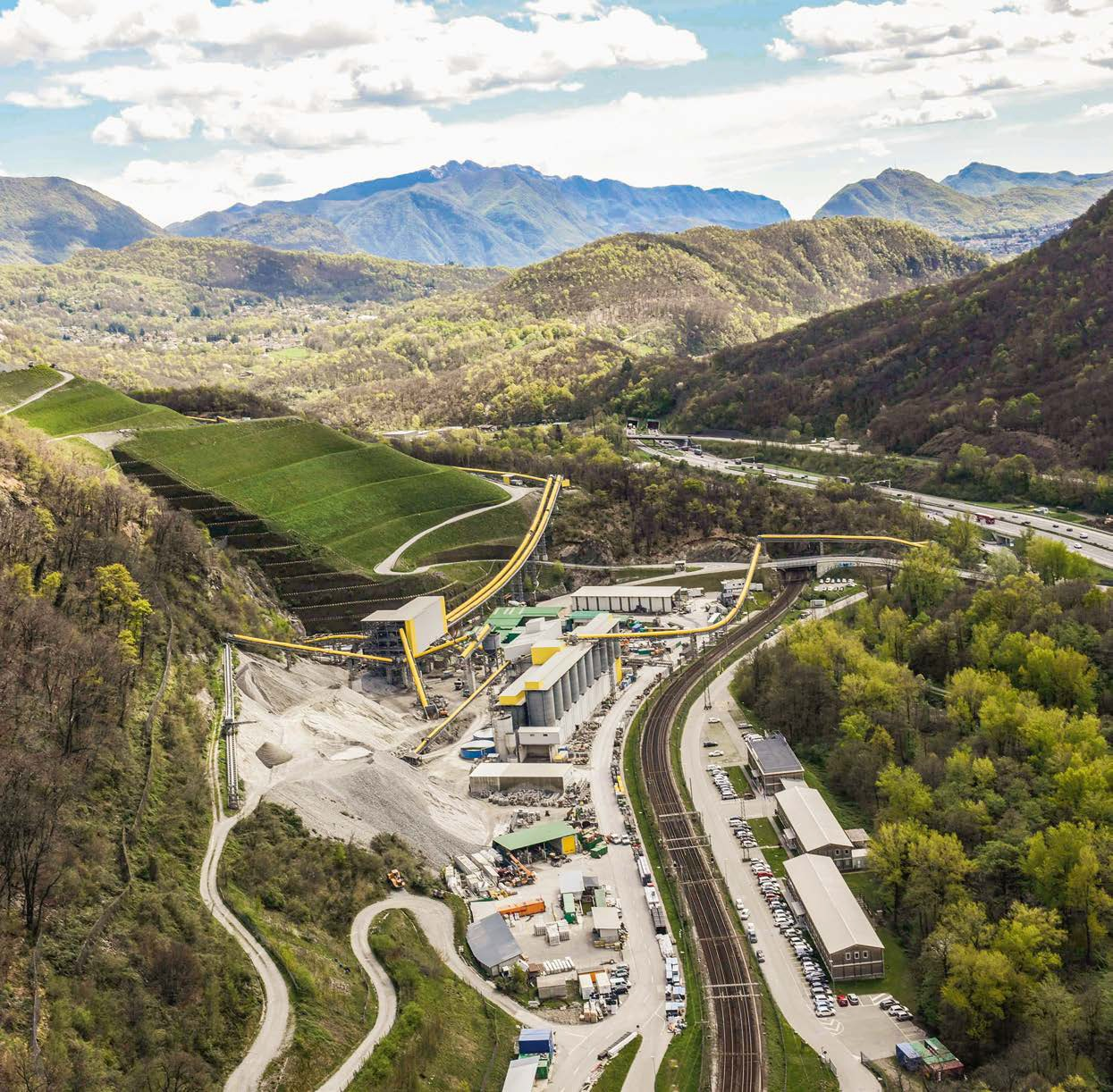
Luftaufnahme
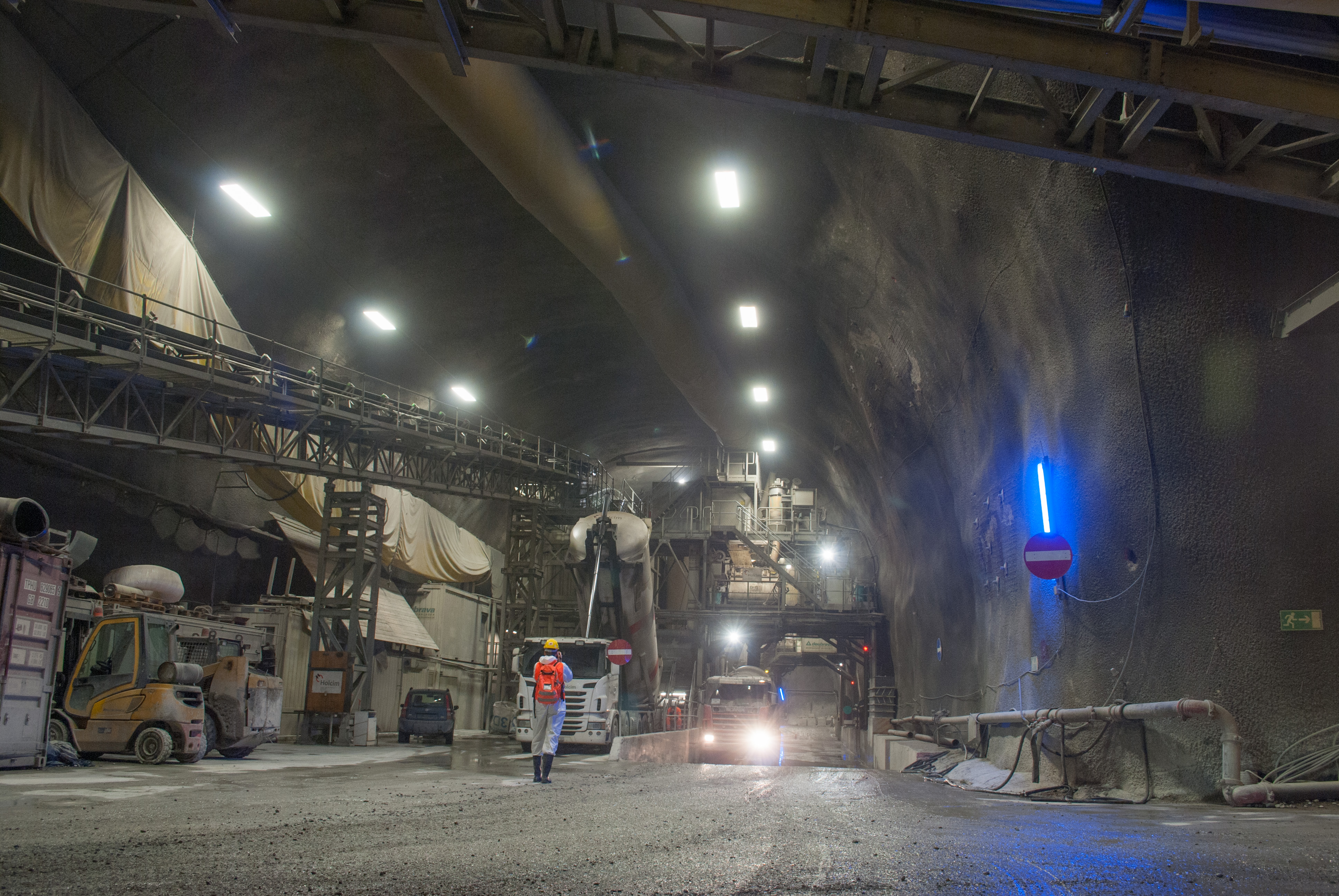
Bauarbeiten im Basistunnel
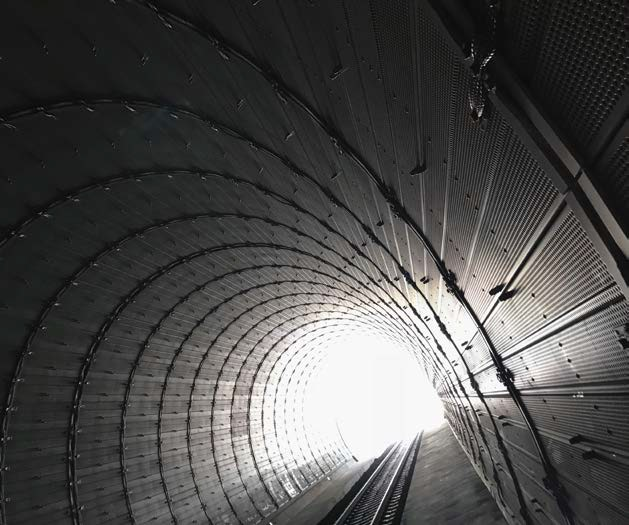
Lärmschutz beim Tunnelausgang

### Inbetriebnahme

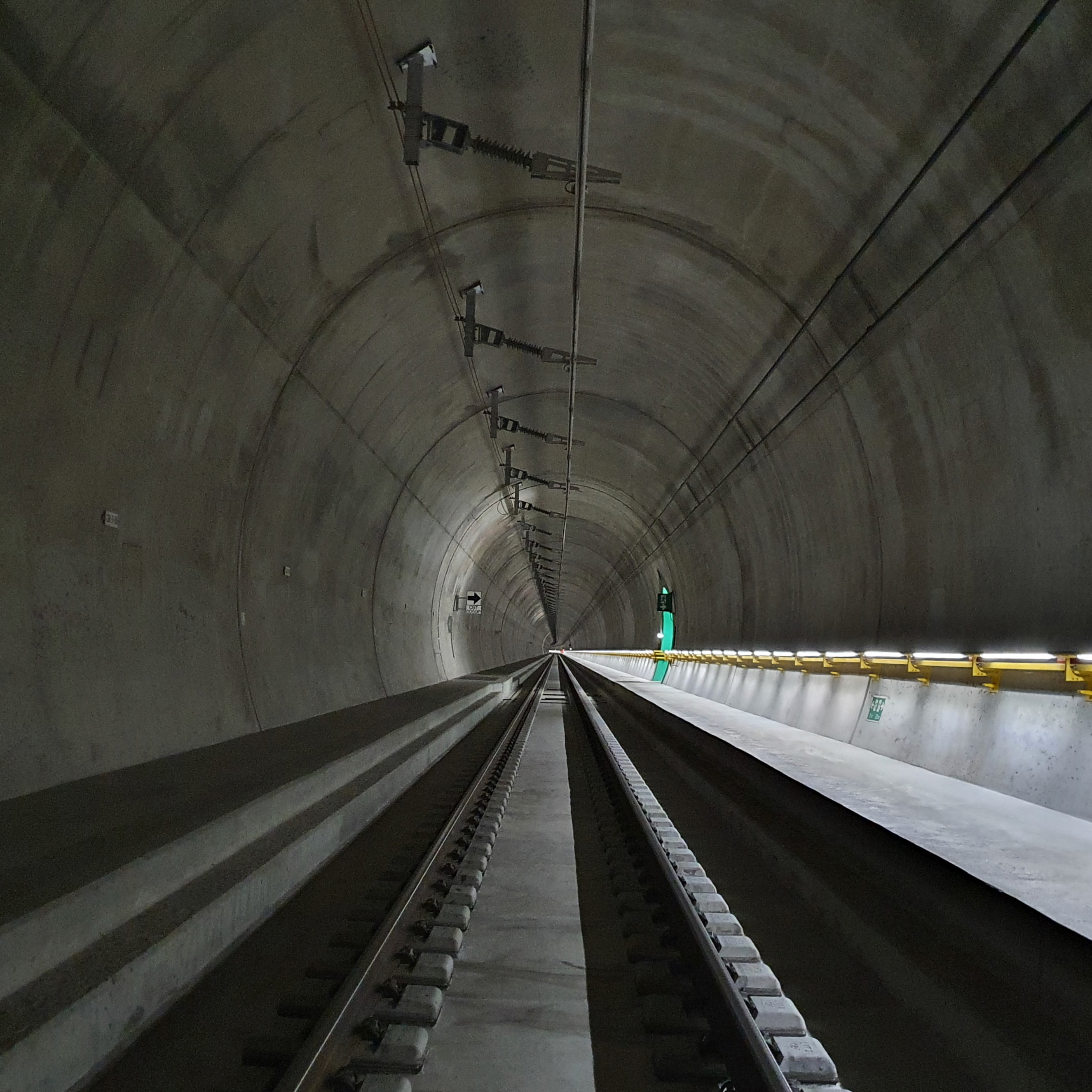
Innenansicht einer der Tunnelröhren nach der Fertigstellung

Das Bundesamt für Verkehr gab Mitte Februar 2020 den Testbetrieb frei. In der Nacht zum 1. März 2020 wurden die beiden elektronischen Stellwerke und ETCS Level 2 in Betrieb genommen.
Am 3. Mai 2020 erreichte der ICE S bei Testfahrten in der Oströhre 279 km/h. Testfahrten durch die ATG erfolgten bis Ende August 2020. Die SBB übernahmen den Tunnel am 1. September 2020, offizielle Eröffnungsfeierlichkeiten fanden am 4. September 2020 statt. Aufgrund der COVID-19-Pandemie in der Schweiz nahmen an der Zeremonie anstatt geplanter rund 650 nur etwa 45 Gäste teil.
Bis zur fahrplanmässigen Inbetriebnahme am 13. Dezember 2020 erfolgten kommerzielle Testfahrten mit Personen- und Güterzügen. Eine einmonatige Verzögerung aufgrund der COVID-19-Pandemie konnte aufgeholt werden.
Zur Eröffnung des Tunnels brachte die Schweizerische Post Ende August 2020 ein Sonderbriefmarkenpaar heraus, das einen Güter- und einen Personenzug auf dem Weg zwischen Rotterdam und Mailand zeigt; ein Zwischensteg der Marken stellt den Tunnel durchs Gebirge dar und trägt den Slogan «Ceneri 2020».

## Technik
Der im Personenverkehr mit bis zu 250 km/h (im Güterverkehr mit maximal 160 km/h) befahrbare Tunnel ist mit einer Deckenstromschiene mit einem Stützpunktabstand von 7 m ausgerüstet. Zur Zugbeeinflussung ist ETCS Level 2 mit 300 bis 600 m langen Signalabständen vorhanden. Der Tunnel ist mit einem komplexen Leitsystem ausgerüstet.
Im Tunnel liegt eine Feste Fahrbahn des Systems LVT (Low Vibration Track).
Die Röhren werden mit GSM-R und LTE versorgt.
Mittels der ETCS-Betriebsart Reversing besteht die Möglichkeit, Züge kontrolliert rückwärts fahren zu lassen.

## Knoten von Camorino
Der Knoten von Camorino (italienisch Nodo di Camorino) befindet sich gleich anschliessend an das Nordportal, nämlich dort, wo sich die neue mit der bestehenden Bahnstrecke kreuzt. In diesem Bereich mussten zahlreiche Brücken neu erstellt werden. Die bestehende zweigleisige Brücke über die Autobahn A2 wurde durch eine viergleisige ersetzt. Zwei weitere Brücken über die Kantonsstrasse für die Zu- und Wegfahrten vom Nordportal in Richtung Bellinzona/Gotthard als auch in Richtung Locarno/Luino wurden ebenfalls neu erstellt. Zudem entstand für die Baustelle eine provisorische Brücke über die Kantonsstrasse.
Der Knoten könnte noch an Bedeutung gewinnen, wenn später einmal die Bahnumfahrung Bellinzona gebaut werden sollte (wozu es allerdings wegen vorzeitiger Ausschöpfung der verfügbaren Mittel in absehbarer Zeit kaum kommen dürfte). Diese grösstenteils auch wieder im Tunnel verlaufende Umfahrung würde auf der gegenüberliegenden Talseite bei Sementina ihr Südportal haben und mit der Querung der Magadinoebene die beiden Tunnel verbinden. Im Kreuzungspunkt mit der alten Bahnstrecke, dem Knoten von Camorino, würde dann ein neuer Bahnhof entstehen, die Stazione Ticino. Der Name lässt erahnen, dass die meisten Schnellzüge, die dann über die neue Hochgeschwindigkeitsstrecke das Südtessin erreichen, nur noch dort halten und am Tessiner Kantonshauptort Bellinzona vorbeifahren würden. Im Mai 2007 distanzierten sich die SBB allerdings von der Idee einer Stazione Ticino und stellten klar, dass die Schnellzüge auch künftig nicht anderswo als bisher halten sollen, nämlich in den Stadtzentren.

## Kosten
Für den Ceneri-Basistunnel wurden ursprünglich Kosten von ca. 1,2 Milliarden Franken veranschlagt, die sich nach dem Übergang zur zweiröhrigen Bauweise auf 2,050 Milliarden Franken erhöhten. Bereits zu Baubeginn rechnete man jedoch mit einer Kostenüberschreitung von mindestens 10 %.
Die Baukosten wurden 2015 mit etwa 2,2 Milliarden Franken angegeben, im September 2020 wurden sie mit 3,6 Milliarden Franken beziffert.

## Zukünftige Ausbauten

### Fortsetzung Richtung Süden
2 1⁄2 Kilometer vor dem Südportal in Vezia ist die Verzweigung im Tunnel von Sarée gebaut worden, die eine künftige Weiterführung des Tunnels Richtung Süden erlauben soll. Der Baubeginn dieser Fortsetzung ist aus planungstechnischen sowie finanziellen Aspekten nach 2030 angesetzt. Italien plant diese Fortsetzung nur partiell mit, de facto nur einen Streckenausbau von Seregno nach Bergamo, die sogenannte «Gronda Est», um den Bahnknoten Mailand zu entflechten. Für die Italiener steht ein möglichst zügiger Ausbau der Verbindung Richtung Genua (Bahnstrecke Oleggio–Pino und weiter nach Cadenazzo) im Vordergrund und die damit einhergehende «Gronda Ovest». Da die Schweiz und das Tessin im Speziellen primär am Ausbau der Achse Lugano–Chiasso–Como–Mailand interessiert sind, wurde zwischen Italien und der Schweiz die Vereinbarung getroffen, die Planungen der jeweiligen Achsen autonom voranzutreiben.
Im Herbst 2009 wurde von Schweizer Seite ein Papier vorgelegt, das die Vor- und Nachteile der verbliebenen vier Trasseevarianten (A2, B, C und TI) beleuchtete. Man kam zu dem Schluss, Trasseevariante B zu favorisieren, stellte jedoch auch Variante TI nicht zurück, da diese bis heute als die favorisierte Variante des Kantons Tessin bei der weiteren Planung als «priorisiert» zu deklarieren ist. Untersuchungsgegenstände waren u. a. die Realisierbarkeit, die Baukosten, der Kosten-Nutzen-Faktor, die möglichen geologischen Risiken und die zu erwartende Fahrtzeit. Ein wesentlicher Bestandteil dieser Prüfung war auch die Etappierbarkeit des Projektes. Aufgrund dieses Faktors schied Trasseevariante A2 aus den weiteren Planungen komplett aus, da es schwer möglich war, auf dieser Strecke einen sinnvollen Anschluss an das Bestandsnetz zu erreichen und so eine etappenweise Realisierung des Projektes möglich zu machen. Sollte die Trasseevariante B umgesetzt werden, hätte der Ceneri-Basistunnel eine Länge von über 40 Kilometer.
Anfang Dezember 2014 stellte die Regionalplanung Tessin (ASPAN-TI) auf einer Konferenz in Lugano ein Schweizerisch-Italienisches Aktionsbündnis vor, das für die Variante B Baukosten von 3 anstatt 5,2 Milliarden Franken errechnet hat. Der deutlichen Kostenminderung liegen Modifizierungen an den bisherigen Plänen zugrunde: So sollen nach der Verzweigung von Sarée die zwei Einspurröhren zu einem Doppelspurtunnel zusammengeführt und so bis Chiasso geleitet werden. Einzige Ausnahme ist ein zweiröhriger Abschnitt unter dem Luganersee, der nördlich von Melide beginnt und bis kurz vor Maroggia verläuft.
Mit Hilfe von privaten Finanzierungen versucht dieses Aktionsbündnis, bestehend aus Raumplanern, Ingenieuren, Finanziers und Amtsinhabern, die Realisierung der Südverlängerung entschieden zu beschleunigen. Weiterhin will sich das Konsortium finanziell am Ausbau der Strecke Como–Mailand beteiligen und legte ebenfalls Planungen für einen Umfahrungstunnel Monza vor, der zwischen Seregno und dem Bahnhof Milano Greco Pirelli entstehen soll.